# Секс по дружбе
«Секс по дружбе» (англ. Friends with Benefits, в оригинале — «Друзья с привилегиями») — американская романтическая комедия 2011 года, третий полнометражный фильм режиссёра Уилла Глака с Джастином Тимберлейком и Милой Кунис в главных ролях. В фильме снялись Патриша Кларксон, Дженна Эльфман, Брайан Гринберг, Нолан Гоулд, Ричард Дженкинс и Вуди Харрельсон в ролях второго плана . Сюжет вращается вокруг Дилана Харпера (Тимберлейк) и Джейми Реллиса (Кунис), которые встречаются в Нью-Йорке и наивно полагают, что добавление секса к их дружбе не приведёт к осложнениям. Со временем они начинают испытывать глубокие чувства друг к другу, но каждый раз отрицают это, когда оказываются вместе.
Основной кастинг для Секс по дружбе прошёл в течение трёх месяцев с апреля по июль 2010 года. Глак переработал оригинальный сценарий и сюжет вскоре после того, как утвердил Тимберлейка и Кунис. Съёмки начались в Нью-Йорке 20 июля 2010 года и завершились в Лос-Анджелесе в сентябре 2010 года. Screen Gems занималась дистрибуцией фильма, который вышел в Северной Америке 22 июля 2011 года. Секс по дружбе получил положительные отзывы критиков после выхода, большинство из которых хвалили химию между ведущими актёрами. Фильм имел коммерческий успех в прокате, собрав 149,5 миллионов долларов по всему миру при бюджете в 35 миллионов долларов. Он был номинирован на две премии People's Choice Awards — «Любимый комедийный фильм» и «Любимая актриса комедийного фильма» (Кунис) — и две премии Teen Choice Awards для Тимберлейка и Кунис.

## Сюжет
Джейми — молодая, красивая девушка, работающая агентом по подбору персонала («хедхантером») и живущая в Нью-Йорке. Дилан Харпер — автор популярного блога из Лос-Анджелеса, которого Джейми дистанционно обрабатывала целых полгода, сватая на должность арт-директора известного журнала «GQ». Джейми встречает Дилана в аэропорту, сопровождает его на собеседование, а после удачного его завершения — показывает Дилану Нью-Йорк и отмечает с ним успешное трудоустройство.
Герои регулярно встречаются, им нравится проводить время вместе. Но Джейми недавно бросил её парень, обвинив в эмоциональной неуравновешенности, а Дилан перед отъездом в Нью-Йорк расстался с девушкой, которая заявила, что он слишком много времени уделяет работе и «немного не эмоционален»; оба не горят желанием снова бросаться в романтические отношения. Поэтому, несмотря на очевидную взаимную симпатию, они сразу же сходятся на том, что нет никакого смысла переводить их такие замечательные дружеские отношения в опасную и непредсказуемую любовную плоскость. Правда, однажды вечером, дома у Джейми, после совместного просмотра банально-слезливой романтической комедии, они всё же решаются на секс без обязательств. Но предварительно приносят друг другу клятву на Библии (за неимением бумажной — на электронной), что и после этого останутся только друзьями. Ни Дилан, ни Джейми не собираются повторять этот опыт, но следующая встреча снова заканчивается постелью. И следующая за ней тоже. И все следующие… Оказывается, они прекрасно подходят друг другу и в этом отношении.
В конце концов «просто друзья» решают, что им необходимо прекратить секс друг с другом и найти себе партнёров для «настоящих отношений». Джейми знакомится с симпатичным доктором Паркером, но ничего хорошего из этого не получается: как только дело доходит до постели, доктор наутро сбегает. У Дилана с девушкой, которую он подцепил в баре, тоже ничего не складывается.
Дилан приглашает Джейми на выходные в Лос-Анджелес, где живёт его семья: сестра Энни, племянник Сэмми и престарелый больной отец (у него болезнь Альцгеймера). Ночь Дилан и Джейми снова проводят вместе, хотя сначала Джейми, удручённая историей с Паркером, не была настроена на секс. Утром Энни пытается убедить брата, что он должен быть вместе с Джейми. Дилан отпирается, заявляет, что Джейми ему не пара, говорит о её ужасном характере. Джейми случайно слышит их разговор и тем же вечером, ничего не объяснив, возвращается в Нью-Йорк. Дилан по возвращении пытается дозвониться до Джейми, но она отчаянно игнорирует его. Когда они всё-таки встречаются, Джейми высказывает свои обиды и обвиняет Дилана в том, что он общался с ней только ради секса. В результате обиженными расходятся оба.
К Дилану приезжает отец. Несмотря на болезнь, он ясно понимает, что происходит с сыном, и убеждает его, что исправлять ошибки никогда не поздно. Дилан организует для Джейми флешмоб на Центральном вокзале, во время которого признаётся, что скучает по ней и просит вернуть ему «лучшего друга, которого он очень любит». Она соглашается при одном условии — если он её поцелует. Джейми и Дилан устраивают себе «первое свидание», старательно делая вид, что только что познакомились и совершенно ничего не знают друг о друге, но сев за столик в кафе, не выдерживают и бросаются друг другу в объятия.

## Список персонажей и исполнителей
- Мила Кунис — Джейми Рейлис, сотрудник кадрового агентства.
- Джастин Тимберлейк — Дилан (Дилберт Френсис) Харпер, автор невероятно популярного блога в Интернете.
- Вуди Харрельсон — Томми, ведущий спортивной колонки в журнале, друг Дилана, открытый гей.
- Патриша Кларксон — Лорна, мать Джейми.
- Брайан Гринберг — Паркер, так и не ставший парнем Джейми, детский онколог.
- Ричард Дженкинс — Мистер Харпер, отец Дилана.
- Дженна Эльфман — Энни, сестра Дилана.
- Энди Сэмберг — Квинси, бывший парень Джейми.
- Эмма Стоун — Кайла, бывшая девушка Дилана.
- Нолан Гоулд — Сэмми, сын Энни, племянник Дилана.

Камео:
- Рашида Джонс — Главная героиня типичной романтической комедии, которую смотрят Джейми и Дилан.
- Джейсон Сигел — Главный герой типичной романтической комедии, которую смотрят Джейми и Дилан.
- Шон Уайт — Играет самого себя, спортсмен и друг Джейми.
- Маси Ока — Дарин Артуро Морена, пассажир авиарейса, с которым Дилан разговаривает о самолётах.

Съёмки картины проходили в июле 2010 года.

## Саундтрек
| №   | Название                                                           | Длительность |
| --- | ------------------------------------------------------------------ | ------------ |
| 1.  | «Magic Carpet Ride (Philip Steir Remix)» (Steppenwolf)             | 3:29         |
| 2.  | «L.O.V.» (Fitz & The Tantrums)                                     | 3:41         |
| 3.  | «Booty Call» (G. Love & Special Sauce)                             | 3:28         |
| 4.  | «New York, New York (FWB Remix)» (Ray Quinn feat. Ultra Love)      | 2:20         |
| 5.  | «Boys Don't Cry» (Grant-Lee Phillips)                              | 3:47         |
| 6.  | «Such a Colorful World» (Max & Simon)                              | 2:14         |
| 7.  | «Satellite» (Peter Conway)                                         | 3:45         |
| 8.  | «Let a Woman Be a Woman (And a Man Be a Man)» (Dyke & the Blazers) | 3:12         |
| 9.  | «At the Window» (Double 0 Zero)                                    | 3:50         |
| 10. | «Love's Gonna Getcha» (Tal & Acacia)                               | 3:05         |
| 11. | «Jump» (Kris Kross)                                                | 3:17         |
| 12. | «This Too Shall Pass» (Rogue Wave)                                 | 6:13         |
| 13. | «Tightrope» (Janelle Monáe)                                        | 4:25         |
| 14. | «Take a Bow» (Greg Laswell)                                        | 3:59         |
| 15. | «Closing Time» (Semisonic)                                         | 4:34         |
| 16. | «I will follow you into the dark» (Death cab for cutie)            | 3:09         |
| 17. | «Hey, Soul Sister» (Train)                                         | 3:37         |
| 18. | «Paradise Dreaming» (Eric Paul)                                    | 3:26         |
| 19. | «The Safety Dance» (Men Without Hats)                              |              |
| 20. | «Nice try» (I am arrows)                                           | 3:04         |

## Мировой релиз
- США — 22 июля 2011 года
- Россия — 28 июля 2011 года[5]
- Казахстан — 28 июля 2011 года
- Греция — 18 августа 2011 года
- Бразилия — 19 августа 2011 года
- Португалия — 25 августа 2011 года
- Великобритания — 2 сентября 2011 года
- Франция — 7 сентября 2011 года
- Швейцария — 7 сентября 2011 года
- Германия — 8 сентября 2011 года
- Чехия — 8 сентября 2011 года
- Швейцария — 8 сентября 2011 года
- Бельгия — 14 сентября 2011 года
- Австралия — 22 сентября 2011 года
- Венгрия — 22 сентября 2011 года
- Малайзия — 22 сентября 2011 года
- Нидерланды — 22 сентября 2011 года
- Сингапур — 22 сентября 2011 года
- Хорватия — 22 сентября 2011 года
- Индия — 23 сентября 2011 года
- Польша — 23 сентября 2011 года
- Эстония — 23 сентября 2011 года
- Испания — 30 сентября 2011 года
- Турция — 30 сентября 2011 года
- Италия — 7 октября 2011 года
- Швейцария — 7 октября 2011 года